# 浜手バイパス

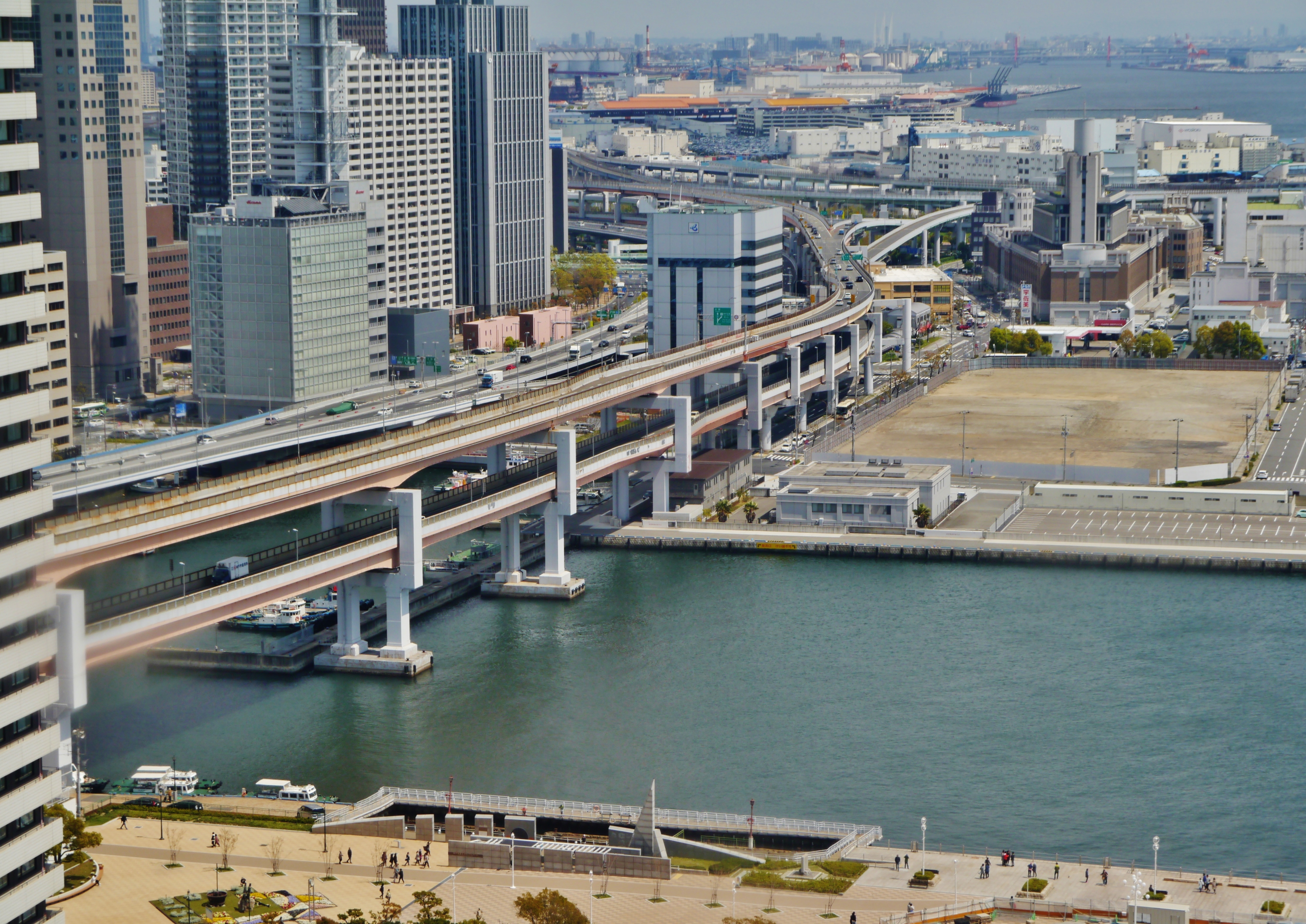
ポートタワーから見た浜手バイパス

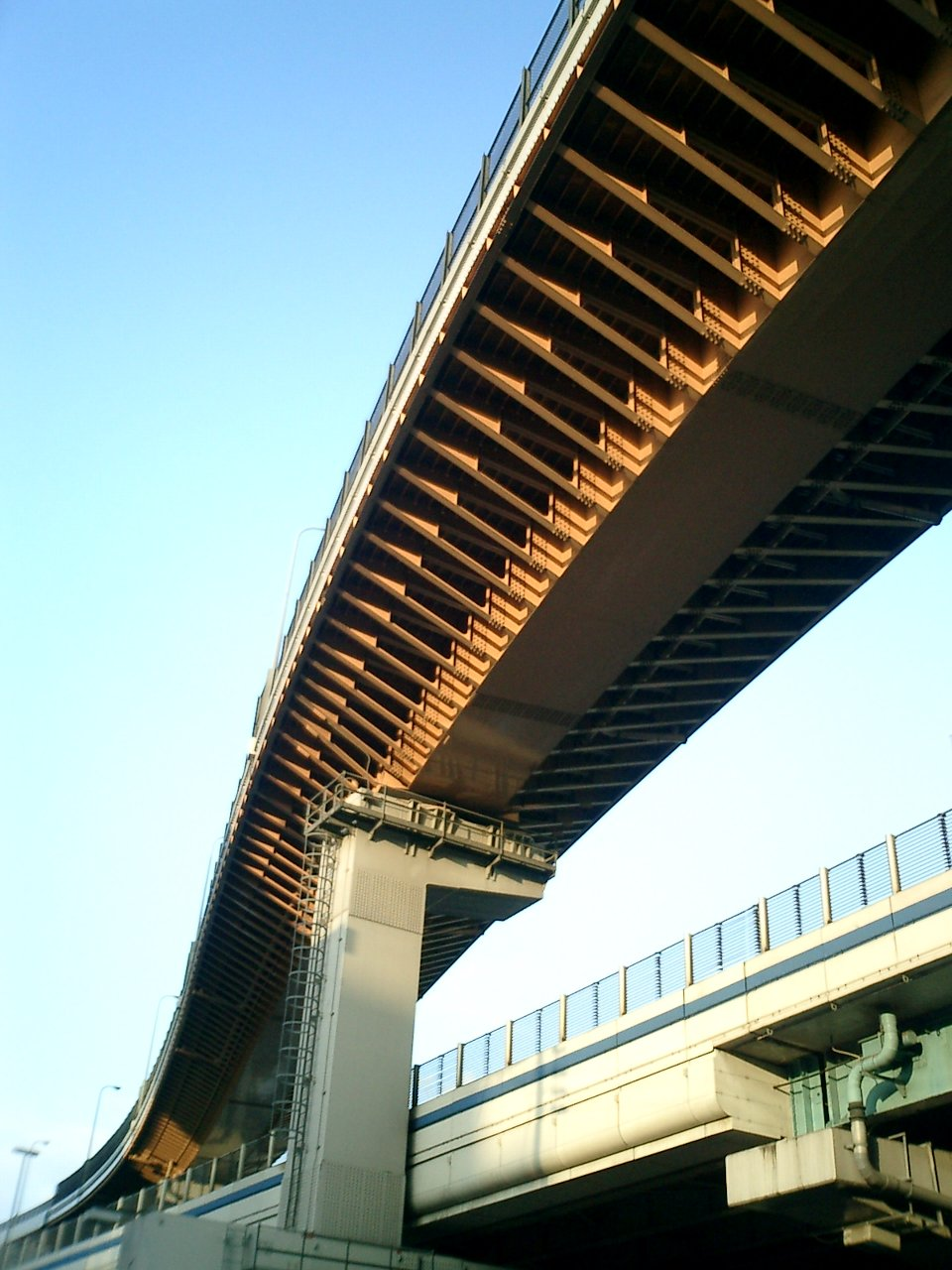
浜手バイパス 神戸港震災メモリアルパーク付近

浜手バイパス（はまてバイパス）は、兵庫県神戸市中央区浜辺通から同区東川崎町に至る国道2号のバイパス。1986年に全線供用開始。総延長は3.0 km。無料の自動車専用道路で、最高速度は全区間50 km/h、案内標識は緑色である。

## 概要
神戸市の中心市街地である三宮 - 元町の渋滞緩和と、ポートアイランドとの連絡を目的として建設された。全区間ダブルデッキの高架構造で途中に東西各方面とポートアイランド方面を連絡しており、神戸大橋に直通している。両方向とも走りながらポートタワー・メリケンパーク・ハーバーランドなどの神戸らしい景色をながめることができる。

## 交差する道路
| 交差する道路                  | 起点から (km) |
| ----------------------------- | ------------- |
| 市道梅香浜辺通脇浜線 大阪方面 |               |
| 神戸大橋                      |               |
| 国道2号 姫路方面              |               |

## 歴史
- 1979年9月14日 - 神戸市葺合区（現・中央区）浜辺通 - 同区小野浜町間(0.7 km)が開通し、神戸大橋と接続[1]。
- 1986年10月3日 : 神戸市中央区小野浜町 - 同区東川崎町間(2.3 km)開通し、全線開通[2]。
- 1995年1月17日 : 阪神・淡路大震災で大打撃を受け一時通行止めに。
- 1996年5月 : 再開通。
- 2002年11月 : 鋼製橋脚隅角部の疲労損傷緊急点検を実施、亀裂発生個所が多数見つかる。

## 交通量
2005年度（平成17年度道路交通センサスより）
平日24時間交通量（台）
- 神戸市中央区東川崎町1丁目：56,108

## 浜手バイパス被災構造物展示モニュメント
浜手バイパスは阪神・淡路大震災により甚大な被害を受けた。被災遺構の一部は1996年12月、浜手バイパス被災構造物展示モニュメントとしてバイパス横東遊園地近く（神戸市中央区新港町）に展示されている（3基の遺構が実際に展示されている）。2018年に「阪神・淡路大震災による被災構造物群」の一部として、土木学会選奨土木遺産に選ばれる。

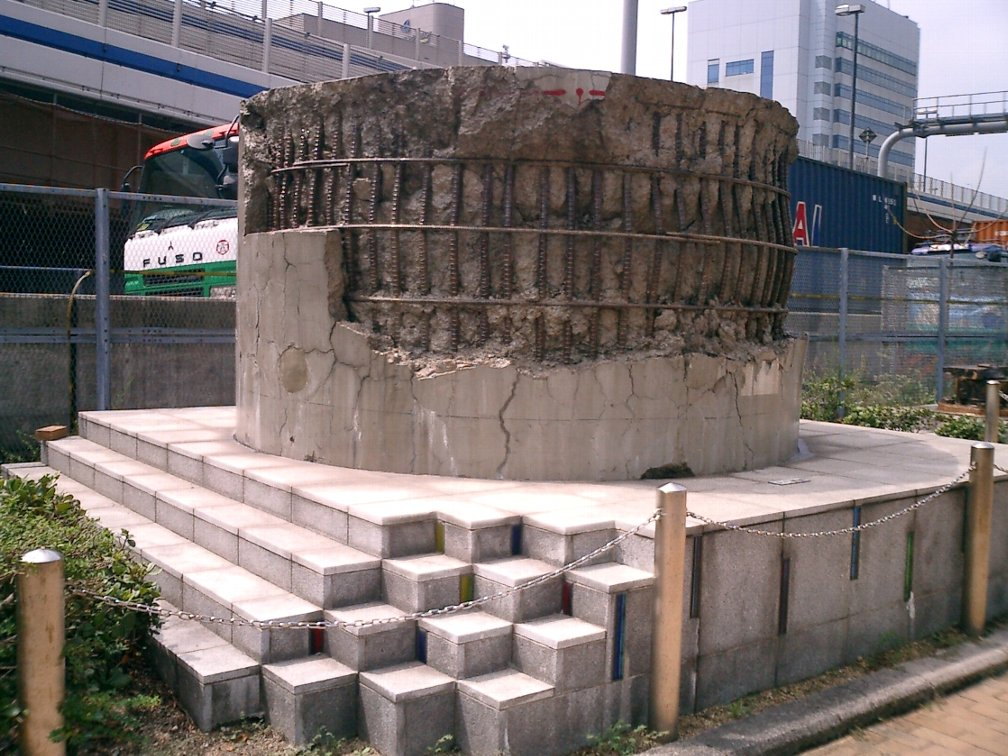
崩れ落ちたRC橋脚
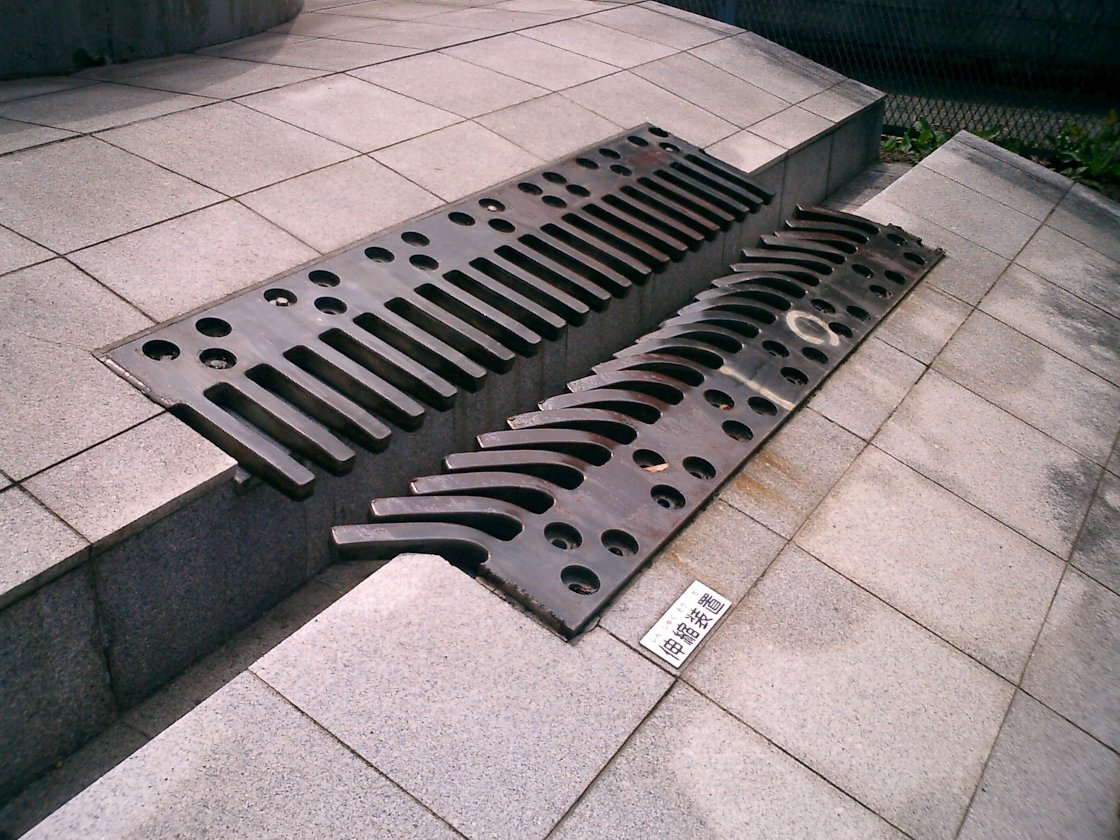
地震のゆれでかみ合っていた伸縮装置が歪んでしまっている
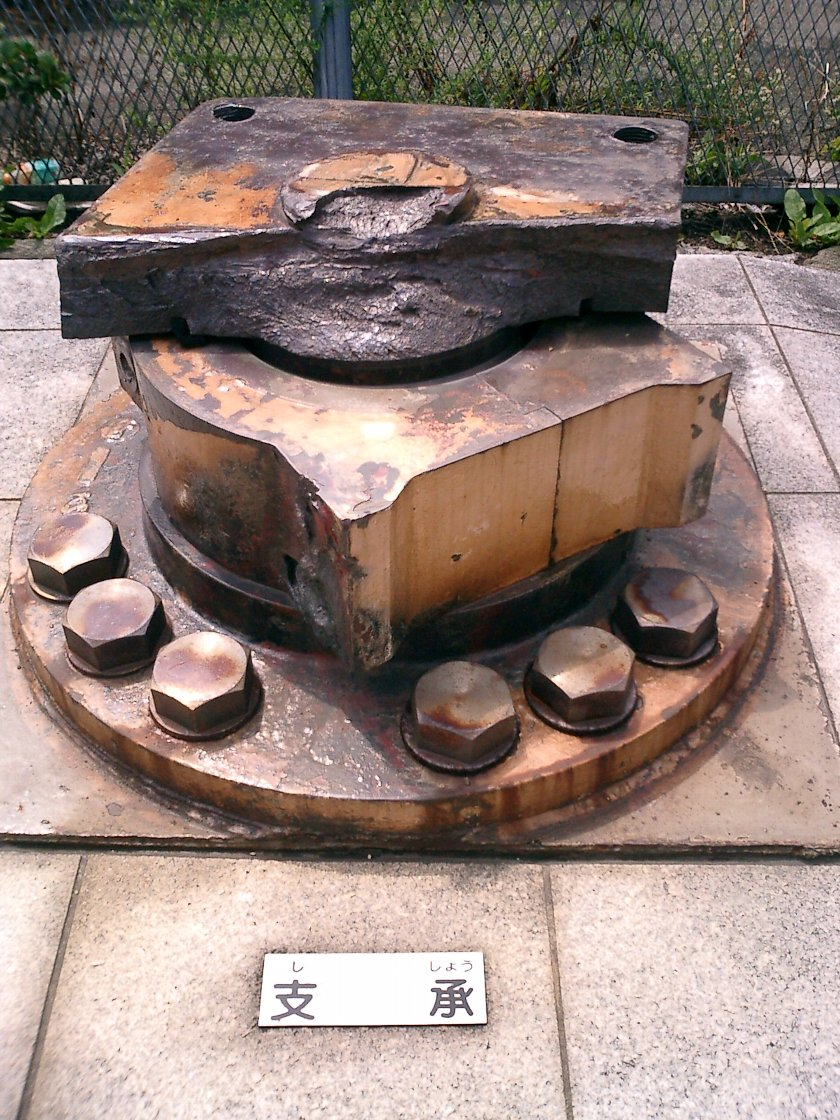
破損した支承

## その他
例年8月に開催される「みなとこうべ海上花火大会」の開催中は全線で1車線規制が行われる。バイパスが花火大会開催地を通ることに加え、高架の高さが花火の絶好のビューポイントになる。バイパスは駐停車禁止であるから、車を止めての花火見物を防ぐ目的がある。